# Fazze
Fazze est une agence d'influence. Il s'agit d'une filiale d'AdNow, une société de marketing basée en Russie. L’agence est à l’origine d’une campagne internationale visant à diffuser en ligne de la désinformation sur le COVID-19,,. Fazze a entretenu un réseau de 65 faux comptes Facebook et 243 faux comptes Instagram dans le cadre d'une campagne de désinformation ciblant les vaccins fabriqués en Occident, selon une enquête de Facebook,.
Le 19 mai 2021, Fazze contacte le Youtuber français Léo Grasset, créateur de la chaîne Dirty Biology, et lui propose plusieurs milliers d'euros pour faire une vidéo. Il doit rester discret, ne pas mentionner qu'il s'agit de partenariat rémunéré (une infraction selon la loi française) et agir vite : il s'agit de mettre en avant un tableau qui aurait, selon l'agence d'influence, accidentellement « fuité », et montrerait de prétendus risques accrus des vaccins occidentaux contre le Covid-19, le vaccin Pfizer devait ainsi être présenté comme ayant taux de mortalité 3 fois supérieur à celui d'AstraZeneca. Le vidéaste a reçu pour consigne de faire comme si le sujet le passionnait et dire que les médias mainstream n'en parl[ai]nt pas. Léo Grasset a refusé cette proposition, choqué que l'on puisse désinformer sur les vaccins en période de pandémie,,,,. Les révélations publiques de Léo Grasset font scandale, et d'autres influenceurs annoncent à leur tour avoir été approchés par Fazze, dont l'influenceur allemand Mirko Drotschman.
Deux producteurs de contenu ont en revanche accepté l'offre de partenariat : l'influenceur indien Ashkar Techy, et l'influenceur brésilien Everson Zoio. Leur vidéo a été retirée une fois l'affaire mise au jour, sans sanctions de Youtube. 